# Песчанобродский район
Песчанобро́дский район (укр. Піщанобрідський район) — бывшая административно-территориальная единица Одесской и Кировоградской областей Украинской ССР, с центром в селе Песчаный Брод

## История
Район образован 17 февраля 1935 года на территории 1 поселкового и 10 сельских советов, выделенных из Добровеличковского и Новоукраинского районов, и вошёл в состав Одесской области Украинской ССР. Указом Президиума Верховного Совета СССР от 10 января 1939 года Песчанобродский район включён в состав образованной этим же указом Кировоградской области.
Район был расформирован в ноябре 1959 года, его территория была включена в состав Новоукраинского района.

## Состав района
По состоянию на 1946 год, район включал в себя следующие населённые пункты:
- Помошнянский поселковый совет:
  - Помошная
- Алексеевский сельский совет
  - Алексеевка
  - Каменка
  - Кирилловка
  - Кислица
  - Новоалександровка
  - Новониколаевка
  - Солдатское
  - Старые Деревья
  - хутор Новые Деревья
- Ворошиловский сельский совет:
  - Новомихайловка
  - Песчаный Брод
  - Самойловка
  - Тарасовка
  - Ясная Поляна
- Глинянский сельский совет:
  - Глиняная
  - хутор Красноярка
  - хутор Новоглиняной
  - хутор Трудолюбовка
- Гнатовский сельский совет:
  - Балабанка
  - Братолюбовка
  - Воробьёвка
  - Гнатовка
  - Ланковое
  - Нововикторовка
  - хутор Землемеровка
  - хутор Кругляк
  - хутор Новая Гнатовка
  - хутор Степовой
- Любомирский сельский совет
  - Каменоватка
  - Коколово
  - Котовка
  - Любомирка
  - Окняное
  - Ташлык
  - хутор имени Карла Маркса
  - хутор Лесной
- Николаевский сельский совет
  - Николаевка
  - Новопетровка
  - Переселенцы
- Михайловский сельский совет:
  - Михайловка
  - Новониколаевка
- Молотовский сельский совет:
  - Никольское
  - Песчаный Брод
  - Фёдоровка
  - Якимовка
- Перчуновский сельский совет:
  - Верновка
  - Новая Дмитровка
  - Новолуковка
  - Перчуново
  - хутор Сталинский
- Песчанобродский первый сельский совет:
  - Крикунка
  - Новая Ковалёвка
  - Песчаный Брод
- Песчанобродский второй сельский совет:
  - Песчаный Брод
- Помошнянский сельский совет:
  - Помошная